# Politikåret 1841

## Händelser
- 14 januari - Tillförordnade Carl Petter Törnebladh blir Sveriges ordinarie justitiestatsminister.[1]
- 4 mars – William Henry Harrison tillträder som USA:s president.[2]
- 4 april - Sedan William Henry Harrison avlidit, tillträder John Tyler som USA:s president.[2]
- 3 maj – Nya Zeeland bryts, administrativt, ur New South Wales.[3]
- 30 augusti - Robert Peel efterträder William Lamb som Storbritanniens premiärminister.[4]

## Avlidna
- 4 april – William Henry Harrison, amerikansk diplomat, militär och politiker, representanthusledamot 1816–1819, senator 1825–1828, USA:s president 1841.

### Fotnoter
1. ↑  ”Sweden” (på engelska). World Statesmen. http://www.worldstatesmen.org/Sweden.html. Läst 29 juli 2015.
2. 1 2  ”United States of America” (på engelska). World Statesmen. http://www.worldstatesmen.org/United_States.html. Läst 29 juli 2015.
3. ↑  ”New Zealand” (på engelska). World Statesmen. http://www.worldstatesmen.org/New_Zealand.htm. Läst 29 juli 2015.
4. ↑  ”United Kingdom” (på engelska). World Statesmen. http://www.worldstatesmen.org/United_Kingdom.html. Läst 29 juli 2015.